# Ribeira Grande (municipalité du Cap-Vert)
Pour les articles homonymes, voir Ribeira Grande.
La municipalité de Ribeira Grande est une municipalité (concelho) du Cap-Vert, située au nord de l'île de Santo Antão, dans les îles de Barlavento. Son siège se trouve à Ponta do Sol.

## Population
Lors du recensement de 2010, la municipalité comptait 18 890 habitants.